# Dalí Atomicus
Dalí Atomicus — это сюрреалистическая фотография, сделанная фотографом Филиппом Халсманом в 1948 году. На фотографии изображены прыгающий художник Сальвадор Дали, три кошки, летящие по воздуху, «ведро с водой, без ведра», а также картина Дали «Атомная Леда».
Было сделано как минимум 26 дублей фотографии, прежде чем Халсман остался доволен результатом. Процесс занял от пяти до шести часов. Окончательная версия была опубликована в журнале Life вместе с некоторыми отрывками.
Журнал Time считает Dalí Atomicus одной из «100 самых влиятельных фотографий, когда-либо сделанных».

## Предыстория
Дали сказал: «У меня есть идея. Давайте возьмем утку, заложим ей в задницу немного динамита и взорвем ее». И мой отец сказал: «О, ты не можешь этого сделать. Ты в Америке. Тебя могут арестовать...»
Испанский художник-сюрреалист Сальвадор Дали, впервые встретил американского фотографа Филиппа Халсмана в Нью-Йорке в апреле 1941 года, когда фотоагентство Black Star поручило Халсману сфотографировать инсталляцию одной из выставок Дали в галерее Жюльена Леви. Они снова встретились в октябре, когда Халсман фотографировал костюмы, которые Дали сшил для балета в Метрополитен-опера хаус. Сделанная Халсманом, фотография балерины Тамары Тумановой на крыше с другой танцовщицей, одетой в огромный костюм петуха, содержала элементы сюрреализма, характерные для работ Дали. Это изображение стало «Фотографией недели» журнала Life и укрепило дружбу между художником и фотографом.
В последующие несколько десятилетий, они сотрудничали хотя бы раз в год. Дочь Халсмана Ирен описала отношения между отцом и Дали как неконкурентные, поскольку художник не интересовался фотографией, а Халсман не интересовался живописью. Филипп вспоминал, что всякий раз, когда у него появлялась сумасшедшая идея, он часто обсуждал её с Дали, зная, что он будет охотно обсуждать её, а когда Дали приходил к нему с абсурдной идеей, он пытался найти способ воплотить её в жизнь.
Когда Халсман и Дали встретились в 1948 году для работы над Dalí Atomicus, художник работал над картиной «Атомная Леда» (1949), начиная с 1945 года. Слово «атомная» в названии и сама идея картины (всё изображённое на картине выглядит застывшим и не соприкасается друг с другом) были вдохновлены структурой атома, а именно тем как протоны и электроны удерживались в нём за счёт их постоянного отталкивания, что было предметом интереса в атомный век. Вдохновленные картиной, Дали и Халсман обыграли идею «разделения и застывания предметов в воздухе» для фотографии. Первоначально Дали предлагал взорвать живую утку динамитом. Халсману не понравилась эта идея, и позже они оба решили, что на фотографии мебель, вода, кошки и Дали будут подвешены в воздухе.

## Описание
На фотографии Сальвадор Дали прыгает в воздух, а мимо него пролетают три кошки. Вслед за кошками по воздуху летит выплеснутая из ведра струя воды. Позади Дали стоит мольберт, на котором изображено изображение летающих кошек.  Стул находится в левой части кадра, «Атомная Леда» и стул-стремянка — справа. Стул, мольберт, «Атомная Леда»  и стремянка кажутся парящими в воздухе.
Комментируя композицию фотографии, арт-критик The New York Times Роберта Смит заметила: «На этот раз характерный для Дали взгляд преувеличенного удивления имеет смысл».

## Метод
Я и мои помощники были мокрые, грязные и почти полностью истощенные –— только кошки все еще выглядели как новенькие.
Сцена была создана в студии Халсмана в Нью-Йорке. Для съемки фотографии Халсман использовал двухобъективный зеркальный фотоаппарат 4×5, который он спроектировал сам. Стул слева поддерживал ассистент. Картина «Leda Atomica» и мольберт позади Дали были подвешены на тросах. стул-стремянка поддерживался подпоркой.
Использовались настоящие кошки и настоящие ведра с водой. Халсман также попросил помощников помочь ему бросить кошек и воду. Чтобы координировать действия помощников, Халсман считал до четырех. На счет три помощники бросали кошек и воду. На счет четыре Дали прыгал.

Сложно было добиться синхроности всех действий. Например, один дубль был испорчен, потому что Дали подпрыгнул слишком поздно, другой — потому что стул заслонил лицо Дали, а третий — потому что кто-то еще случайно попал в кадр. Было сделано не менее 26 дублей, прежде чем Халсман остался доволен окончательной фотографией. После каждого дубля Халсман отправлялся в фотолабораторию, чтобы проявить и напечатать пленку, в то время как ассистенты собирали и высушивали кошек. Весь процесс длился от пяти до шести часов.
Когда делались фотографии, на мольберте позади Дали была только пустая рамка. После того, как была выбрана окончательная фотография, Дали рисовал прямо на отпечатке, чтобы создать показанное изображение.
Окончательная версия была опубликована в журнале Life в 1948 году вместе с некоторыми испорченными дублями.

## Наследие
Фотография вдохновила Халсмана просить персонажей его фотографий прыгать для него. Среди тех кто делали это были Одри Хепберн, Марк Шагал, Эд Салливан, Грейс Келли, Гарольд Ллойд, Роберт Оппенгеймер, Джек Демпси, Мэрилин Монро, Ричард Никсон и герцог и герцогиня Виндзорские. Халсман назвал эту практику «прыжкологией» (в оригинале jumpology) и объяснил, как она позволила ему лучше запечатлеть истинный характер своих фотографических персонажей: «Когда вы просите человека прыгнуть, его внимание в основном направлено на сам процесс прыжка, и маска падает, так что появляется реальный человек».
В 2016 году журнал Time назвал Dalí Atomicus одной из «100 самых влиятельных фотографий, когда-либо сделанных». Журнал Time приписывает Халсману заслугу в трансформации портретной фотографии, поскольку до Халсмана между объектом и фотографом обычно существовала определенная дистанция. Газета New York Times назвала Dalí Atomicus «вероятно, самой запоминающейся отдельной работой Халсмана».

## Галерея
| - Необработанное фото - Окончательная версия |

### Комментарии
1. 1 2  Источники расходятся во мнениях относительно количества дублей: одни утверждают, что их было 26,[3][4][5] а другие - 28.[1] Сам Халсман писал, что ему потребовалось 28 попыток.[6]
2. ↑  Художественный музей Мичиганского университета считает, что жена Халсмана Ивонн была одним из ассистентов, которые по очереди поддерживали стул.[3][6]
3. ↑  Для создания фотографии потребовалась помощь пяти ассисентов, включая жену Халсмана.[13] Дочь Халсмана Ирен вспоминала, что была одной из помощниц, бросавших кошек.[4][8]